# Joan Dalmau
Joan Dalmau, né le 22 août 1924, à Montgat, en Espagne, est un ancien joueur espagnol de basket-ball.

## Palmarès
- Finaliste des Jeux méditerranéens 1951